# 11698 Fichtelman
11698 Fichtelman eller 1998 FZ102 är en asteroid i huvudbältet som upptäcktes den 31 mars 1998 av LINEAR i Socorro County, New Mexico. Den är uppkallad efter Jon Roger Fichtelman.
Asteroiden har en diameter på ungefär 4 kilometer.